# Bemelen
Bemelen (Bieëmele, en limburguès) és un poble al terme municipal d'Eijsden-Margraten a la província neerlandesa de Limburg, situat a la vora de la vall del Mosa a la part precisament més a l'oest de Maastricht. Al poble hi viuen més o menys uns 370 habitants.
Bemelen va ser fins al 1982, quan va ser annexat per Margraten, un dels termes municipals més petits dels Països Baixos. Ja l'any 1970 es van annexionar moltes parts del municipi a Maastricht.
Bemelen és conegut per la reserva natural De Bemelerberg i per la fossa 't Rooth.